# خشخاش هم گلی است
خشخاش هم گلی است (انگلیسی: The Poppy Is Also a Flower) فیلمی در ژانر جنایی و جاسوسی به کارگردانی ترنس یانگ و ژرژ لامپن است که در سال ۱۹۶۶ منتشر شد. این فیلم به نام‌های دیگری از جمله «عملیات تریاک» و «گُل شیطان» نیز شهرت دارد. شایان ذکر است که صحنه‌های اصلی صحرا و مرز در ایران فیلمبرداری شده‌اند.

## خلاصه داستان
ماموران مبارزه با مواد مخدر سازمان ملل یک محموله بزرگ هروئین را از مرز ایران-افغانستان تا توزیع‌کننده اصلی آن در اروپا تعقیب می‌کنند و...

## بازیگران
- زنتا برگر
- استیون بوید
- یول برینر
- انجی دیکینسون
- هیو گریفیث
- جک هاوکینز
- ریتا هیورث
- تروور هاوارد
- ای. جی. مارشال
- مارچلو ماسترویانی
- آمدئو ناتزاری
- ژان-کلود پاسکال
- آنتونی کوایلی
- گیلبرت رولان
- هارولد ساکاتا
- عمر شریف
- بری سالیوان
- نادیا تیلر
- ایلای والاک
- بسی لاو
- گریس کلی
- ترینی لوپز
- ژرژ ژره
- لوئیزا ریولی